# Peter Windsor
 (mars 2016).
Si vous disposez d'ouvrages ou d'articles de référence ou si vous connaissez des sites web de qualité traitant du thème abordé ici, merci de compléter l'article en donnant les références utiles à sa vérifiabilité et en les liant à la section « Notes et références ».
Pour les articles homonymes, voir Windsor.

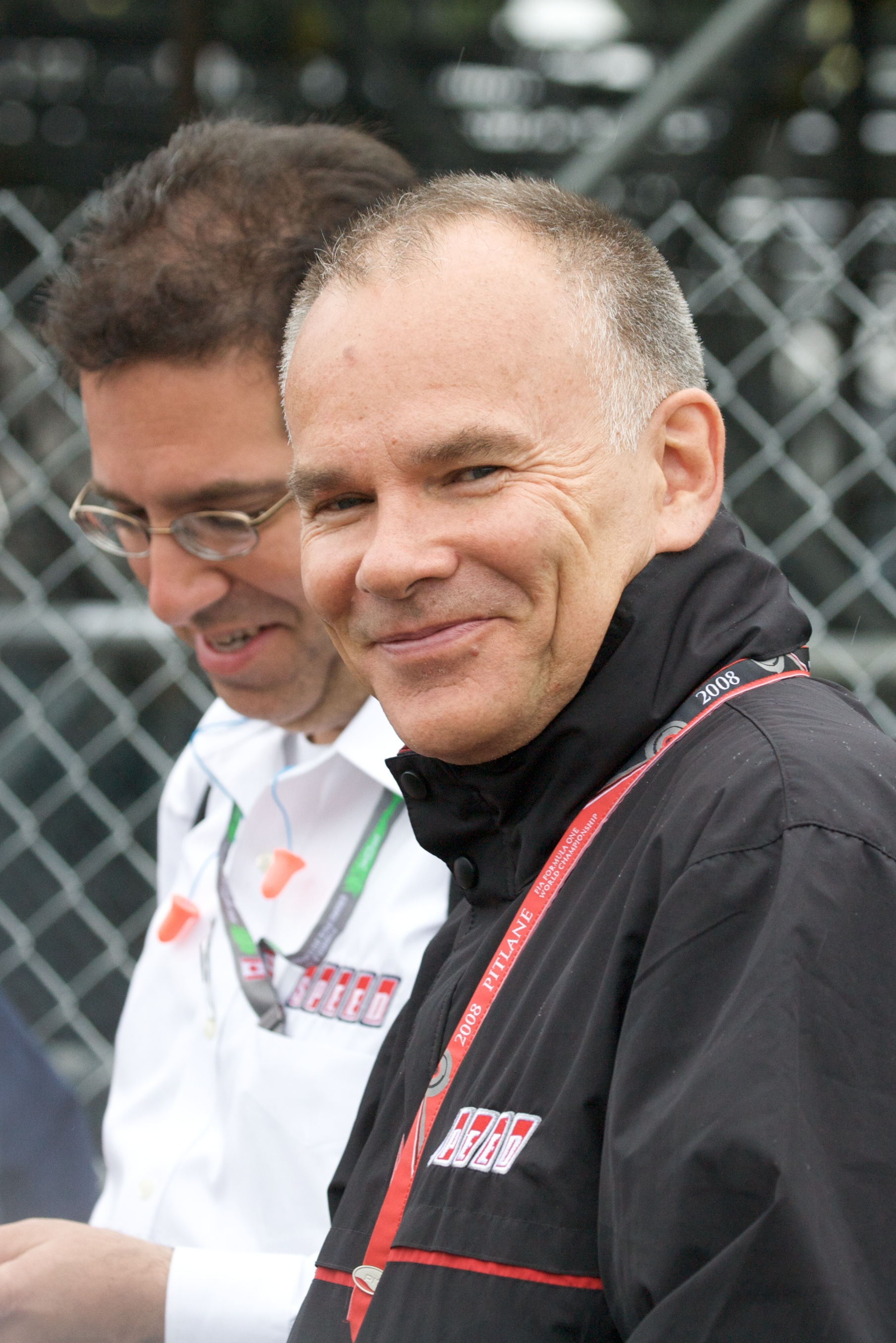
Peter Windsor

Peter David Windsor, né le 11 avril 1952 à Reigate (Surrey, Angleterre), est un journaliste et reporter de Formule 1. 

## Biographie
Il passe ses premières années en Australie, mais réside actuellement à Londres et à Sydney. Windsor a commencé sa carrière de journaliste au magazine mensuel Competition Car, aujourd'hui disparu. Il a été le rédacteur en chef de la rubrique sport automobile pour le magazine britannique et hebdomadaire Autocar dans la fin des années 1970, ce jusqu'en 1985, salué pour ses comptes-rendus de Grands Prix. 
En 1985, Windsor devient responsable du sponsoring chez Williams F1 Team. Peu de temps avant le début de la saison 1986, Windsor est passager lors d'un accident de voiture survenu entre le circuit Paul-Ricard et l'aéroport de Nice, accident qui cause la paralysie du chauffeur, Frank Williams. Windsor souffrira, lui, de blessures mineures. Il travaille ensuite comme directeur général de la Scuderia Ferrari, mais revient chez Williams en tant que manager de l'équipe en 1991. 
Windsor a remporté cinq prix pour ses écrits. De 1998 à 2000, il est commentateur de Grands Prix pour la chaîne de télévision FSN. Il rejoint ensuite la chaîne Sky Sports et a également travaillé comme journaliste dans les stands pour American Broadcasting Company en 2002 lors du Grand Prix des États-Unis. Depuis plusieurs saisons, Windsor est modérateur des conférences de presse d'après qualifications et d'après-course de Formule 1. Il fait également des rapports depuis les stands avant le départ de chaque course pour la chaîne australienne Network Ten. Peter Windsor est actuellement rédacteur en chef du magazine F1 Racing, pour lequel il rédige des rapports des courses et certains articles de fond. Il s'est prononcé contre les changements pour améliorer la qualité des courses en rendant les dépassements plus faciles : « Je ne changerais rien. Je pense que la F1 est fantastique comme elle est. Si vous voulez regarder un million de manœuvres de dépassement, allez voir la NASCAR ou le cyclisme ou l'Indycar. »
En 2006, Peter Windsor et Ken Anderson entrent en contact dans le but de créer une écurie américaine de Formule 1. Au cours de l'été 2008, le projet d'une écurie américaine montée par Anderson en association avec Honda est révélé par les médias spécialisés mais le retrait de Honda de la Formule 1 met fin à cette possibilité. Le projet refait surface en février 2009 et l'écurie est lancée sous le nom USF1. Anderson et Windsor confirment les grandes lignes de leur projet : une écurie basée à Charlotte en Caroline du Nord et deux pilotes américains. De nombreuses zones floues entourent USF1 : aucun financement annoncé lors de la conférence de presse, des délais très courts pour être présent en 2010, pas d'usine. Le 24 juin 2009, la FIA a officiellement inclus l'équipe dans la liste des engagés pour la saison 2010.
Après deux mois d'attente, USF1 officialise le pilote argentin José María López le 25 janvier 2010 après que celui-ci a réuni le budget nécessaire. Toutefois, l'avenir de l'équipe soulève de nombreux doutes, confirmés par la demande officielle de dérogation pour ne commencer sa saison qu'à Barcelone, soit au cinquième Grand Prix du championnat. À la suite des difficultés rencontrées, et de l'avis négatif formulé par Charlie Whiting, délégué technique de la FIA, USF1 renonce à son inscription pour la saison 2010. L'écurie demande un report d'un an de son inscription et en contrepartie souhaite verser un chèque de caution d'environ 1 million d'euros. Le 2 mars 2010, l'écurie ferme son usine et demande à son personnel de ne plus venir travailler.